# Lorraine Gary
Lorraine Gottfried (New York, New York, VS, 16 augustus 1937) is een Amerikaans actrice.
Gary groeide op in Los Angeles. Op 16-jarige leeftijd won ze een belangrijke award tijdens een talentenjacht in de Pasadena Playhouse. Ze kreeg er prompt een opleiding aangeboden, maar weigerde deze om een studie in Politieke Wetenschappen te gaan volgen aan Columbia University. Gary startte eind jaren 60, begin jaren 70 toch een acteercarrière, met gastrollen in toentertijd bekende series als McCloud, Ironside, The Virginian en Kojak. 
Haar grootste faam behaalde ze dankzij haar rol als Ellen Brody in Jaws en Jaws 2. In 1979 stopte ze met acteren, hoewel ze in 1987 nog één keer terugkwam als Ellen Brody in Jaws: The Revenge. 
Sinds 19 augustus 1956 is ze getrouwd met MCA-president Sid Sheinberg; ze hebben 2 zonen, Bill en Jonathan.

## Filmografie
- The Virginian Televisieserie - Martha Young (Afl., Without Mercy, 1967)
- Dragnet 1967 Televisieserie - Mrs. Frank (Afl., The Big Shipment, 1967)
- Ironside Televisieserie - Nancy Lewin (Afl., All in a Day's Work, 1968)
- Ironside Televisieserie - Verpleegster Green (Afl., Split Second to an Epitaph: Part 1 & 2, 1968)
- The Name of the Game Televisieserie - Carla (Afl., Breakout to a Fast Buck, 1969)
- The Bold Ones: The Protectors Televisieserie - Margaret Sheehan (Afl., A Case of Good Whiskey at Christmas Time, 1969)
- Ironside Televisieserie - Leona Stuart (Afl., In Search of an Artist, 1969)
- The Virginian Televisieserie - Laura (Afl., The Stranger, 1969)
- The Bold Ones: The New Doctors Televisieserie - Dr. Lester (Afl., If I Can't Sing, 1970)
- McCloud Televisieserie - Joan Stanford (Afl., Manhattan Manhunt: Part 1: Horse Stealing on Fifth Avenue, 1970)
- Ironside Televisieserie - Miss Kirk (Afl., Tom Dayton Is Loose Among Us, 1970)
- San Francisco International Airport Televisieserie - Rol onbekend (Afl., The High Cost of Nightmares, 1970)
- Ironside Televisieserie - Elaine Potter (Afl., Noel's Gonna Fly, 1970)
- The Virginian Televisieserie - Mrs. Nelson (Afl., Hannah, 1970)
- McMillan & Wife Televisieserie - Connie (Afl., Husbands, Wives, and Killers, 1971)
- The City (Televisiefilm, 1971) - Victoria Ulysses
- O'Hara, U.S. Treasury Televisieserie - Mrs. Madrid (Afl., Operation: Crystal Springs, 1971)
- McMillan & Wife Televisieserie - Monica Fontaine (Afl., Cop of the Year, 1972)
- Night Gallery Televisieserie - Barbara Morgan (Afl., She'll Be Company for You, 1972)
- Wide World Mystery Televisieserie - Liz Elliott (Afl., A Prowler in the Heart, 1973)
- Owen Marshall: Counselor at Law Televisieserie - Rol onbekend (Afl., A Lonely Stretch of Beach, 1971|They've Got to Blame Somebody, 1973)
- The Marcus-Nelson Murders (Televisiefilm, 1973) - Ruthie
- Kojak Televisieserie - Ruthie (Afl., The Marcus Nelson Murders, 1973)
- Partners in Crime (Televisiefilm, 1973) - Margery Jordan
- The F.B.I. Televisieserie - Angela Norton (Afl., The Confession, 1973)
- Ironside Televisieserie - Ellen Wills (Afl., Fragile Is the House of Cards, 1973)
- Hec Ramsey Televisieserie - Bella Grant (Afl., The Green Feather Mystery, 1973)
- Kojak Televisieserie - Ruth Gardner (Afl., Marker to a Dead Bookie, 1974)
- Pray for the Wildcats (Televisiefilm, 1974) - Lila Summerfield
- Marcus Welby, M.D. Televisieserie - Jean Wainwright (Afl., The Mugging, 1974)
- The Rookies Televisieserie - Lynn (Afl., Rolling Thunder, 1974)
- Jaws (1975) - Ellen Brody
- Griff Televisieserie - Nora Griffin (Afl., Man on the Outside, 1975)
- Man on the Outside (Televisiefilm, 1975) - Nora Griffin
- Lanigan's Rabbi (Televisiefilm, 1976) - Myra Galen
- Car Wash (1976) - Hysterische dame ('Miss Beverly Hills')
- I Never Promised You a Rose Garden (1977) - Ester Blake
- Jaws 2 (1978) - Ellen Brody
- Zero to Sixty (1978) - Billy-Jon
- Crash (Televisiefilm, 1978) - Emily Mulwray
- Just You and Me, Kid (1979) - Shirl
- 1941 (1979) - Joan Douglas
- Jaws: The Revenge (1987) - Ellen Brody

- Biblioteca Nacional de España: XX946772
- Bibliothèque nationale de France: cb14180424n (data)
- International Standard Name Identifier: 0000 0001 1446 6379
- Library of Congress Control Number: no2001040631
- Nationale Bibliotheek van Tsjechië: xx0198094
- Nationale Bibliotheek van Israël: 987007426859605171
- Nationale Bibliotheek van Polen: a0000001681057
- Système universitaire de documentation: 067275893
- Virtual International Authority File: 66121144
- WorldCat: E39PBJdrGqyHyPTx8d7MgdkxDq